# Fußball-Club Augsburg 1907 2013-2014
Questa voce raccoglie le informazioni riguardanti l' Fußball-Club Augsburg 1907  nelle competizioni ufficiali della stagione 2013-2014.

## Stagione
Nella stagione 2013-2014 l'Augusta, allenata da Markus Weinzierl, concluse il campionato di Bundesliga al 8º posto. In coppa di Germania l'Augusta fu eliminata agli ottavi di finale dal Bayern Monaco.

## Rosa
| N. |                          | Ruolo | Calciatore                 |
| -- | ------------------------ | ----- | -------------------------- |
| 30 | Marocco (bandiera)       | P     | Mohamed Amsif              |
| 37 | Germania (bandiera)      | P     | Iōannīs Gkelios            |
| 35 | Svizzera (bandiera)      | P     | Marwin Hitz                |
| 1  | Austria (bandiera)       | P     | Alexander Manninger        |
| 18 | Germania (bandiera)      | D     | Jan-Ingwer Callsen-Bracker |
| 17 | Canada (bandiera)        | D     | Marcel de Jong             |
| 32 | Germania (bandiera)      | D     | Raphael Framberger         |
| 20 | Corea del Sud (bandiera) | D     | Hong Jeong-ho              |
| 5  | Estonia (bandiera)       | D     | Ragnar Klavan              |
| 19 | Germania (bandiera)      | D     | Matthias Ostrzolek         |
| 3  | Germania (bandiera)      | D     | Ronny Philp                |
| 4  | Germania (bandiera)      | D     | Dominik Reinhardt          |
| 29 | Germania (bandiera)      | D     | Maik Uhde                  |
| 2  | Paesi Bassi (bandiera)   | D     | Paul Verhaegh              |
| 7  | Turchia (bandiera)       | C     | Halil Altıntop             |

| N. |                          | Ruolo | Calciatore         |
| -- | ------------------------ | ----- | ------------------ |
| 10 | Germania (bandiera)      | C     | Daniel Baier       |
| 28 | Germania (bandiera)      | C     | André Hahn         |
| 8  | Austria (bandiera)       | C     | Raphael Holzhauser |
| 21 | Germania (bandiera)      | C     | Dominik Kohr       |
| 14 | Rep. Ceca (bandiera)     | C     | Jan Morávek        |
| 16 | Germania (bandiera)      | C     | Andreas Ottl       |
| 39 | Germania (bandiera)      | C     | Erik Thommy        |
| 6  | Germania (bandiera)      | C     | Kevin Vogt         |
| 13 | Germania (bandiera)      | C     | Tobias Werner      |
| 25 | Paraguay (bandiera)      | A     | Raúl Bobadilla     |
| 11 | Germania (bandiera)      | A     | Alexander Esswein  |
| 24 | Corea del Sud (bandiera) | A     | Ji Dong-won        |
| 9  | Polonia (bandiera)       | A     | Arkadiusz Milik    |
| 33 | Germania (bandiera)      | A     | Sascha Mölders     |
| 34 | Germania (bandiera)      | A     | Bajram Nebihi      |

## Organigramma societario
Area tecnica
- Allenatore: Markus Weinzierl
- Allenatore in seconda: Wolfgang Beller, Tobias Zellner
- Preparatore dei portieri: Zdenko Miletić
- Preparatori atletici: Thomas Barth

## Risultati

### Bundesliga

#### Girone di andata
| Arbitro: | Kircher |

|  |           |                                                 |
|  | Marcatori | 24’, 66’, 79’ Aubameyang 86’ (rig.) Lewandowski |

| Arbitro: | Siebert |

|           |           |  |
| Ekici 22’ | Marcatori |  |

| Arbitro: | Welz |

|                                 |           |                     |
| Altıntop 6’ Callsen-Bracker 36’ | Marcatori | 42’ (rig.) Ibišević |

| Arbitro: | Weiner |

|  |           |          |
|  | Marcatori | 84’ Vogt |

| Arbitro: | Dankert |

|                         |           |             |
| Altıntop 62’ Werner 89’ | Marcatori | 46’ Mehmedi |

| Arbitro: | Dingert |

|                               |           |                     |
| Sobiech 60’ Huszti 89’ (rig.) | Marcatori | 51’ (rig.) Verhaegh |

| Arbitro: | Weiner |

|                    |           |                      |
| Hahn 27’ Milik 88’ | Marcatori | 33’ Kruse 71’ Hrgota |

| Arbitro: | Fritz |

|                                              |           |             |
| Boateng 16’ (rig.) Szalai 28’, 78’ Meyer 86’ | Marcatori | 10’ Mölders |

| Arbitro: | Zwayer |

|            |           |                        |
| Werner 10’ | Marcatori | 35’ Arnold 42’ Gustavo |

| Arbitro: | Gräfe |

|                    |           |          |
| Rolfes 34’ Can 83’ | Marcatori | 24’ Hahn |

| Arbitro: | Dankert |

|               |           |                          |
| Hahn 26’, 49’ | Marcatori | 59’ (rig.) Choupo-Moting |

| Arbitro: | Gagelmann |

|                                         |           |  |
| Boateng 4’ Ribéry 42’ Müller 90’ (rig.) | Marcatori |  |

| Arbitro: | Meyer |

|                   |           |  |
| Altıntop 17’, 23’ | Marcatori |  |

| Berlino 30 novembre 2013, ore 15:30 CET 14ª giornata | Hertha Berlino | 0 – 0 referto | Augusta | Olympiastadion (38 667 spett.)\| Arbitro: \| Welz \| |
| Arbitro:                                             | Welz           |               |         |                                                      |

| Arbitro: | Siebert |

|  |           |               |
|  | Marcatori | 18’ Bobadilla |

| Arbitro: | Kircher |

|                                                |           |           |
| Verhaegh 23’ (rig.) Hahn 30’, 33’ Altıntop 76’ | Marcatori | 48’ Oehrl |

| Arbitro: | Weiner |

|               |           |               |
| Rosenthal 42’ | Marcatori | 33’ Bobadilla |

#### Girone di ritorno
| Arbitro: | Welz |

|                     |           |                          |
| Bender 5’ Şahin 66’ | Marcatori | 56’ (aut.) Bender 72’ Ji |

| Arbitro: | Dingert |

|                                  |           |                           |
| Werner 11’ Altıntop 49’ Hahn 55’ | Marcatori | 3’ (aut.) Callsen-Bracker |

| Arbitro: | Drees |

|            |           |                                    |
| Rausch 62’ | Marcatori | 35’ Milik 43’, 56’ Hahn 64’ Werner |

| Arbitro: | Brych |

|  |           |           |
|  | Marcatori | 65’ Drmić |

| Arbitro: | Gräfe |

|                        |           |                                              |
| Schmid 17’ Mehmedi 73’ | Marcatori | 7’ Werner 78’ Verhaegh 84’ Altıntop 90’ Hahn |

| Arbitro: | Stieler |

|            |           |           |
| Klavan 55’ | Marcatori | 21’ Diouf |

| Arbitro: | Kircher |

|            |           |                         |
| Raffael 5’ | Marcatori | 35’ Altıntop 81’ Werner |

| Arbitro: | Dankert |

|           |           |                    |
| Werner 5’ | Marcatori | 33’, 49’ Huntelaar |

| Arbitro: | Zwayer |

|          |           |            |
| Olić 81’ | Marcatori | 43’ Werner |

| Arbitro: | Kinhöfer |

|            |           |                              |
| Werner 59’ | Marcatori | 11’ Kießling 80’ Son 83’ Can |

| Arbitro: | Fritz |

|                                      |           |  |
| Bungert 23’ Hitz 38’ (aut.) Geis 83’ | Marcatori |  |

| Arbitro: | Gräfe |

|             |           |  |
| Mölders 31’ | Marcatori |  |

| Arbitro: | Schmidt |

|                               |           |  |
| Salihović 19’ Vestergaard 41’ | Marcatori |  |

| Augusta 19 aprile 2014, ore 15:30 CEST 31ª giornata | Augusta | 0 – 0 referto | Hertha Berlino | SGL Arena (30 059 spett.)\| Arbitro: \| Drees \| |
| Arbitro:                                            | Drees   |               |                |                                                  |

| Arbitro: | Welz |

|                           |           |                |
| Altıntop 6’, 32’ Hahn 42’ | Marcatori | 44’ Westermann |

| Arbitro: | Dingert |

|  |           |               |
|  | Marcatori | 90’ Bobadilla |

| Arbitro: | Siebert |

|                     |           |            |
| Klavan 29’ Hahn 79’ | Marcatori | 15’ Joselu |

### Coppa di Germania
| Arbitro: | Stieler |

|  |           |                                 |
|  | Marcatori | 5’ Callsen-Bracker 69’ Altıntop |

| Arbitro: | Kircher |

|  |           |                             |
|  | Marcatori | 45’, 57’ Werner 59’ Mölders |

| Arbitro: | Zwayer |

|  |           |                      |
|  | Marcatori | 4’ Robben 78’ Müller |

## Statistiche

### Statistiche di squadra
| Competizione      | Punti | In casa | In casa | In casa | In casa | In casa | In casa | In trasferta | In trasferta | In trasferta | In trasferta | In trasferta | In trasferta | Totale | Totale | Totale | Totale | Totale | Totale | DR |
| Competizione      | Punti | G       | V       | N       | P       | Gf      | Gs      | G            | V            | N            | P            | Gf           | Gs           | G      | V      | N      | P      | Gf     | Gs     | DR |
| ----------------- | ----- | ------- | ------- | ------- | ------- | ------- | ------- | ------------ | ------------ | ------------ | ------------ | ------------ | ------------ | ------ | ------ | ------ | ------ | ------ | ------ | -- |
| Bundesliga        | 52    | 17      | 9       | 3       | 5       | 27      | 22      | 17           | 6            | 4            | 7            | 20           | 25           | 34     | 15     | 7      | 12     | 47     | 47     | 0  |
| Coppa di Germania | -     | 1       | 0       | 0       | 1       | 0       | 2       | 2            | 2            | 0            | 0            | 5            | 0            | 3      | 2      | 0      | 1      | 5      | 2      | +3 |
| Totale            | -     | 18      | 9       | 3       | 6       | 27      | 24      | 19           | 8            | 4            | 7            | 25           | 25           | 37     | 17     | 7      | 13     | 52     | 49     | +3 |

### Andamento in campionato
| Giornata  | 1  | 2  | 3  | 4  | 5 | 6 | 7 | 8  | 9  | 10 | 11 | 12 | 13 | 14 | 15 | 16 | 17 | 18 | 19 | 20 | 21 | 22 | 23 | 24 | 25 | 26 | 27 | 28 | 29 | 30 | 31 | 32 | 33 | 34 |
| --------- | -- | -- | -- | -- | - | - | - | -- | -- | -- | -- | -- | -- | -- | -- | -- | -- | -- | -- | -- | -- | -- | -- | -- | -- | -- | -- | -- | -- | -- | -- | -- | -- | -- |
| Luogo     | C  | T  | C  | T  | C | T | C | T  | C  | T  | C  | T  | C  | T  | T  | C  | T  | T  | C  | T  | C  | T  | C  | T  | C  | T  | C  | T  | C  | T  | C  | C  | T  | C  |
| Risultato | P  | P  | V  | V  | V | P | N | P  | P  | P  | V  | P  | V  | N  | V  | V  | N  | N  | V  | V  | P  | V  | N  | V  | P  | N  | P  | P  | V  | P  | N  | V  | V  | V  |
| Posizione | 17 | 17 | 12 | 10 | 6 | 8 | 8 | 12 | 13 | 15 | 13 | 13 | 10 | 10 | 9  | 8  | 8  | 9  | 9  | 8  | 9  | 8  | 9  | 6  | 8  | 8  | 8  | 8  | 8  | 8  | 8  | 8  | 8  | 8  |

Legenda:

Luogo: C = Casa; T = Trasferta. Risultato: V = Vittoria; N = Pareggio; P = Sconfitta.

### Statistiche dei giocatori
| Giocatore          | Bundesliga | Bundesliga | Bundesliga  | Bundesliga | Coppa di Germania | Coppa di Germania | Coppa di Germania | Coppa di Germania | Totale   | Totale | Totale      | Totale     |
| Giocatore          | Presenze   | Reti       | Ammonizioni | Espulsioni | Presenze          | Reti              | Ammonizioni       | Espulsioni        | Presenze | Reti   | Ammonizioni | Espulsioni |
| ------------------ | ---------- | ---------- | ----------- | ---------- | ----------------- | ----------------- | ----------------- | ----------------- | -------- | ------ | ----------- | ---------- |
| M. Amsif           | 2          | 0          | 0           | 0          | 1                 | 0                 | 0                 | 0                 | 3        | 0      | 0           | 0          |
| I. Gkelios         | -          | -          | -           | -          | -                 | -                 | -                 | -                 | -        | -      | -           | -          |
| M. Hitz            | 19         | 0          | 0           | 0          | 1                 | 0                 | 1                 | 0                 | 20       | 0      | 1           | 0          |
| A. Manninger       | 13         | 0          | 0           | 0          | 1                 | 0                 | 0                 | 0                 | 14       | 0      | 0           | 0          |
| J. Callsen-Bracker | 33         | 1          | 6           | 0          | 3                 | 1                 | 0                 | 0                 | 36       | 2      | 6           | 0          |
| M. de Jong         | 8          | 0          | 1           | 0          | 1                 | 0                 | 0                 | 0                 | 9        | 0      | 1           | 0          |
| R. Framberger      | -          | -          | -           | -          | -                 | -                 | -                 | -                 | -        | -      | -           | -          |
| J. Hong            | 16         | 0          | 1           | 0          | -                 | -                 | -                 | -                 | 16       | 0      | 1           | 0          |
| R. Klavan          | 30         | 2          | 0           | 1          | 3                 | 0                 | 0                 | 0                 | 33       | 2      | 0           | 1          |
| M. Ostrzolek       | 33         | 0          | 10          | 0          | 2                 | 0                 | 0                 | 0                 | 35       | 0      | 10          | 0          |
| R. Philp           | 8          | 0          | 1           | 0          | 2                 | 0                 | 0                 | 0                 | 10       | 0      | 1           | 0          |
| D. Reinhardt       | 1          | 0          | 0           | 0          | 1                 | 0                 | 0                 | 0                 | 2        | 0      | 0           | 0          |
| M. Uhde            | -          | -          | -           | -          | -                 | -                 | -                 | -                 | -        | -      | -           | -          |
| P. Verhaegh        | 30         | 3          | 6           | 0          | 3                 | 0                 | 1                 | 0                 | 33       | 3      | 7           | 0          |
| H. Altıntop        | 34         | 10         | 1           | 0          | 3                 | 1                 | 0                 | 0                 | 37       | 11     | 1           | 0          |
| D. Baier           | 34         | 0          | 4           | 0          | 3                 | 0                 | 1                 | 0                 | 37       | 0      | 5           | 0          |
| A. Hahn            | 32         | 12         | 10          | 0          | 3                 | 0                 | 0                 | 0                 | 35       | 12     | 10          | 0          |
| R. Holzhauser      | 13         | 0          | 0           | 0          | 3                 | 0                 | 0                 | 0                 | 16       | 0      | 0           | 0          |
| D. Kohr            | 8          | 0          | 3           | 0          | -                 | -                 | -                 | -                 | 8        | 0      | 3           | 0          |
| J. Morávek         | 16         | 0          | 6           | 0          | 1                 | 0                 | 0                 | 0                 | 17       | 0      | 6           | 0          |
| A. Ottl            | -          | -          | -           | -          | -                 | -                 | -                 | -                 | -        | -      | -           | -          |
| E. Thommy          | 1          | 0          | 0           | 0          | -                 | -                 | -                 | -                 | 1        | 0      | 0           | 0          |
| K. Vogt            | 28         | 1          | 5           | 0          | 3                 | 0                 | 0                 | 0                 | 31       | 1      | 5           | 0          |
| T. Werner          | 31         | 9          | 4           | 0          | 2                 | 2                 | 1                 | 0                 | 33       | 11     | 5           | 0          |
| R. Bobadilla       | 17         | 3          | 2           | 0          | 1                 | 0                 | 0                 | 0                 | 18       | 3      | 2           | 0          |
| A. Esswein         | 13         | 0          | 0           | 0          | -                 | -                 | -                 | -                 | 13       | 0      | 0           | 0          |
| D. Ji              | 12         | 1          | 0           | 0          | -                 | -                 | -                 | -                 | 12       | 1      | 0           | 0          |
| A. Milik           | 18         | 2          | 1           | 0          | 2                 | 0                 | 0                 | 0                 | 20       | 2      | 1           | 0          |
| S. Mölders         | 23         | 2          | 1           | 0          | 3                 | 1                 | 0                 | 0                 | 26       | 3      | 1           | 0          |
| B. Nebihi          | -          | -          | -           | -          | -                 | -                 | -                 | -                 | -        | -      | -           | -          |
| M. Fetsch          | 1          | 0          | 0           | 0          | -                 | -                 | -                 | -                 | 1        | 0      | 0           | 0          |
| P. Vlachodīmos     | 1          | 0          | 0           | 0          | -                 | -                 | -                 | -                 | 1        | 0      | 0           | 0          |